# The Post
The Post (en español, Los archivos del Pentágono o The Post: Los oscuros secretos del Pentágono) es una película estadounidense de 2017 dirigida por Steven Spielberg, y protagonizada por Meryl Streep y Tom Hanks. Ambientada a inicios de los años 1970, describe el trabajo de los periodistas de The Washington Post y The New York Times que publicaron los Papeles del Pentágono en relación con la falta de transparencia del gobierno estadounidense acerca de la guerra de Vietnam.
La película se estrenó en el Newseum, en Washington D. C., el 14 de diciembre de 2017, con un posterior estreno comercial limitado en los Estados Unidos, el 22 de diciembre, y un estreno más amplio el 12 de enero de 2018. The Post ha recibido críticas positivas, sobre todo por las actuaciones de Streep, Hanks y Odenkirk, y comparaciones entre las administraciones de Richard Nixon y Donald Trump.
Fue elegida por el National Board of Review como la mejor película de 2017, y fue nombrada como una de las diez mejores películas del año por la revista Time y el American Film Institute. En los Premios Globo de Oro de 2017, la película recibió seis nominaciones, y también dos nominaciones a los Premios Óscar de 2018 en las categorías de mejor película y mejor actriz para Meryl Streep.
Contó con un presupuesto de 50 millones de dólares.

## Argumento
En 1966, durante la guerra de Vietnam y con la canción de Creedence Clearwater Revival, "Green river", el analista militar del Departamento de Estado de EE. UU. Daniel Ellsberg acompaña a las tropas estadounidenses en combate, documentando el progreso militar del Secretario de Defensa Robert McNamara. En el vuelo a casa, McNamara le dice a Ellsberg y William B. Macomber que la guerra no tiene remedio. Al aterrizar, sin embargo, le dice a los medios congregados que tiene plena confianza en el esfuerzo de guerra, al escuchar este cambio brusco, se desilusiona. Años más tarde, como contratista / consultor militar civil que trabaja para la Corporación RAND (un "grupo de expertos" militar / de defensa), Ellsberg fotocopia cientos de páginas de informes clasificados que documentan la participación del país durante décadas en Vietnam, que se remonta a a la Presidencia de Harry S. Truman. Ellsberg luego filtra estos documentos primero a "The New York Times", a través del reportero Neil Sheehan.
En 1971, la heredera del periódico Katharine Graham intenta equilibrar una ajetreada vida social con sus responsabilidades como propietaria y editora durante los últimos ocho años de "The Washington Post", tras el suicidio de su marido, el ex editor del Post, y la muerte de su padre. Se prepara nerviosa para el lanzamiento de la bolsa de valores del Post, un movimiento para ayudar a estabilizar las finanzas del periódico. Graham carece de experiencia periodística y con frecuencia es rechazada por sus dominantes asesores y editores financieros, incluido el editor ejecutivo Ben Bradlee y el miembro de la junta Arthur Parsons.
McNamara, un amigo de mucho tiempo, advierte a Graham que se publicará una historia poco halagadora con él en The New York Times, otro ejemplo de la capacidad del Times de obtener "primicias" preventivas mientras el Post languidece detrás. La historia es una revelación del engaño a largo plazo del gobierno estadounidense con respecto a la posición de Estados Unidos en Vietnam y el sudeste asiático. Sin embargo, una orden judicial de un tribunal de distrito federal impide que el Times publique más artículos sobre el tema.
El editor asistente de Post Ben Bagdikian localiza a Ellsberg, un ex colega, como la fuente de la filtración. Ellsberg le proporciona copias del mismo material entregado previamente al  Times. Los reporteros del Post cuidadosamente seleccionados examinan minuciosamente montones de páginas en busca de historias de titulares adicionales. Los abogados del "Post" desaconsejan la publicación del material, no sea que la Presidencia de Richard Nixon presente cargos criminales. Graham habla con McNamara, Bradlee y el presidente de confianza del "Post" Fritz Beebe, mientras agoniza sobre la publicación. Bradlee le dice a Graham que sus amigos políticos (incluido John F. Kennedy, como se muestra en los documentos de alto secreto) abusaron de sus amistades mintiéndoles; su amistad con McNamara no debe ser un factor en la decisión de publicar o no. La situación se intensifica cuando los abogados del  Post  ' descubren que la fuente de Bagdikian es la misma que la del' 'Times' ', posiblemente poniendo a Graham en desacato al tribunal y potencialmente destruyendo el periódico y su propiedad y legado de la familia. Alternativamente, si los desafíos legales se superan en los tribunales, el "Post" podría surgir como una institución periodística importante y aumentar su reputación. Graham sigue adelante y dice "hagámoslo".
La Casa Blanca toma represalias. El  Post  y el  Times  comparecen conjuntamente ante la Corte Suprema para defender sus derechos constitucionales en la Primera Enmienda. Mientras tanto, otros periódicos importantes comienzan a publicar sobre el estudio de la guerra secreta en solidaridad con los antes aislados "Post" y "Times". El 30 de junio de 1971, los jueces de la Corte Suprema, en el caso de  New York Times Co. v. Estados Unidos , falla 6 a 3 a favor de los dos periódicos, reivindicando la decisión de Graham de imprimir. Poco después, el presidente Richard Nixon exige que el "Post" sea excluido de la Casa Blanca. La película termina con una secuencia que muestra el descubrimiento del robo de Watergate, que fue expuesto por el "Post" y finalmente llevó a la renuncia de Nixon.

## Reparto
- Meryl Streep como Katharine Graham.
- Tom Hanks como Ben Bradlee.
- Sarah Paulson como Antoinette "Tony" Pinchot Bradlee.
- Bob Odenkirk como Ben Bagdikian.
- Tracy Letts como Fritz Beebe.
- Bradley Whitford como Arthur Parsons.
- Bruce Greenwood como Robert McNamara.
- Matthew Rhys como Daniel Ellsberg.
- Carrie Coon como Meg Greenfield.
- Alison Brie como Lally Graham.
- Jesse Plemons como Roger Clark.
- David Cross como Howard Simons.
- Zach Woods como Anthony Essaye.
- Pat Healy como Phil Geyelin.
- Michael Stuhlbarg como Abe Rosenthal.
- Jessie Mueller como Judith Martin.
- Stark Sands como Don Graham.
- Neal Huff como Tommy Winship.

## Recepción

### Crítica
The Post ha recibido reseñas positivas de parte de la crítica y de la audiencia. En el portal de internet Rotten Tomatoes, la película posee una aprobación de 88%, basada en 318 reseñas, con una calificación de 7.9/10, mientras que de parte de la audiencia ha recibido una aprobación de 73%, basada en 9970 votos, con una calificación de 3.7/5
La página Metacritic le ha dado a la película una puntuación de 83 de 100, basada en 51 reseñas, indicando «aclamación universal». Las audiencias de CinemaScore le han dado una "A" en una escala de A+ a F, mientras que en el sitio IMDb los usuarios le han dado una puntuación de 7.3/10, sobre la base de 51 880 votos.

### Premios y nominaciones
| Premio               | Categoría              | Nominados                                              | Resultado |
| -------------------- | ---------------------- | ------------------------------------------------------ | --------- |
| Premios Óscar        | Mejor película         | Amy Pascal, Steven Spielberg y Kristie Macosko Krieger | Nominada  |
| Premios Óscar        | Mejor actriz           | Meryl Streep                                           | Nominada  |
| Premios Globo de Oro | Mejor actor - Drama    | Tom Hanks                                              | Nominado  |
| Premios Globo de Oro | Mejor actriz - Drama   | Meryl Streep                                           | Nominada  |
| Premios Globo de Oro | Mejor director         | Steven Spielberg                                       | Nominado  |
| Premios Globo de Oro | Mejor película - Drama |                                                        | Nominada  |
| Premios Globo de Oro | Mejor banda sonora     | John Williams                                          | Nominado  |
| Premios Globo de Oro | Mejor guion            | Liz Hannah y Josh Singer                               | Nominados |